# Куман, Рональд
Ро́нальд Ку́ман (нидерл. Ronald Koemanо файле, МФА [ˈroˑnɑlt ˈkumɑn]; род. 21 марта 1963, Зандам, Северная Голландия) — нидерландский футболист и футбольный тренер. Главный тренер сборной Нидерландов.
Дважды удостаивался звания футболиста года в Нидерландах. Большинством специалистов признаётся самым результативным защитником в истории мирового футбола. Известен в первую очередь своим умением бить штрафные удары. Большое количество голов забил именно со стандартов.
Сын футболиста Мартина Кумана, младший брат футболиста и тренера Эрвина Кумана.

## Клубная карьера

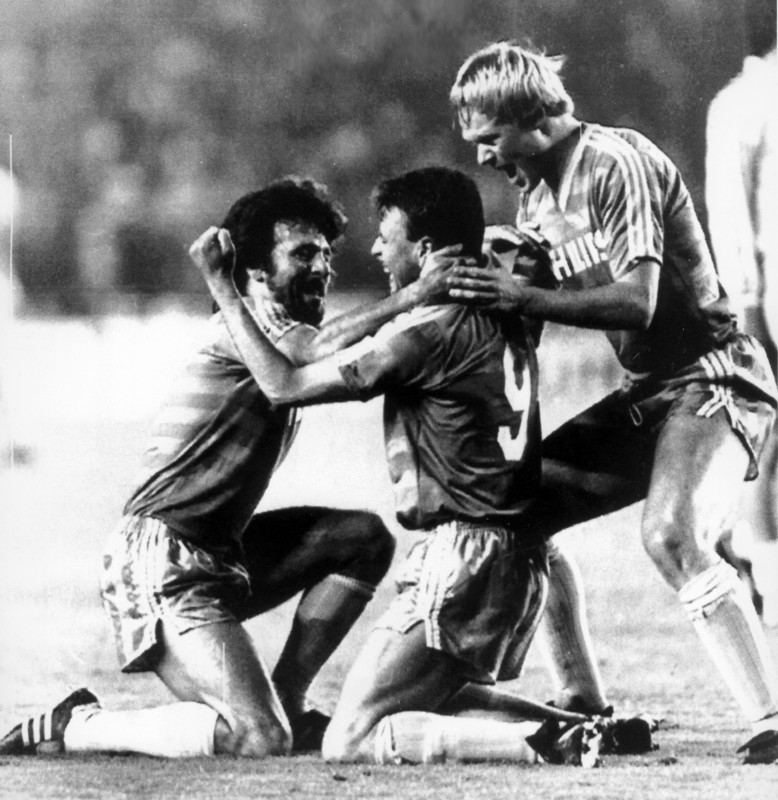
Куман празднует забитый гол с партнёрами по клубу ПСВ в полуфинале Кубка европейских чемпионов (1988)

Клубную карьеру начал в клубе «Гронинген», в котором тренером работал его отец, дебютировав за клуб вскоре после того, как ему исполнилось 17 лет. Уже в следующем сезоне молодой защитник стал основным игроком команды, забив при этом 15 голов. Вскоре после этого внимание на Кумана обратили более статусные команды.
Летом 1983 года он стал футболистом «Аякса», в составе которого выиграл свои первые клубные трофеи — чемпионат и Кубок Нидерландов. Достаточно надёжно играя в обороне Куман продолжал забивать большое количество голов, а в сезоне 1984/85 он стал вторым бомбардиром команды после Марко ван Бастена. Летом 1986 года перешёл в стан принципиального соперника «Аякса» ПСВ, где провёл следующие три сезона. В этот период результативность Кумана составляла 0,48 голов за игру. В 1988 году Куман в составе ПСВ выиграл свой первый Кубок европейских чемпионов, в финальном матче турнира против «Бенфики» Куман реализовал свой удар в решающей серии пенальти.
В 1989 году Куман перешёл в «Барселону», за которую провёл лучшие годы в своей карьере. Рональд играл важнейшую роль в командных построениях Йохана Кройфа, много контролируя мяч и отвечая за начало атак. Другим важным его преимуществом было умение отдать точный пас на большое расстояние, компенсируя тем самым не совершенство в своих оборонительных действиях. Выступая за «Барселону» Куман забил один из важнейших голов в своей игровой карьере — 20 мая 1992 года он эффектным ударом со штрафного забил единственный гол в ворота «Сампдории» в финале Кубка европейских чемпионов, чем принёс победу своей команде. Выступая в Испании Куман продолжал много забивать, а в свой первый сезон в составе «сине-гранатовых» стал лучшим бомбардиром команды с 15-ю забитыми мячами.
На закате игровой карьеры Куман пополнил состав «Фейеноорда», став лишь вторым футболистом в истории, который играл за все три ведущих голландских клуба. За роттердамский клуб Рональд на хорошем уровне отыграл два сезона, после чего принял решение завершить карьеру.

## Карьера в сборной
В 1983 году 20-летний Куман дебютировал за сборную Нидерландов, сыграв за неё в общей сумме 78 матчей (из них 34 — в качестве капитана) и забив 14 голов.
Первым международным турниром для Кумана в составе сборной стал чемпионат Европы 1988 года, который в итоге стал победным. В полуфинальном матче со сборной ФРГ за 15 минут до конца Рональд реализовал пенальти и сравнял счёт, а за несколько минут до конца Марко ван Бастен забил победный гол.
Помимо этого защитник принял участие в чемпионатах мира 1990 и 1994 и Евро-1992, являясь безоговорочным лидером команды. На своём последнем «мундиале» Куман наряду с Франком Райкардом был одним из старожилов команды, которая состояла преимущественно из молодых футболистов. После вылета «оранжевых» на стадии четвертьфинала Куман принял решение завершить международную карьеру.

## Тренерская карьера
Сразу после окончания игровой карьеры Куман вошёл в тренерский штаб сборной Нидерландов, который возглавлял Гус Хиддинк, заняв должность ассистента. В этом качестве он принимал участие в удачном для голландцев чемпионате мира 1998. Позже занимал аналогичный пост в «Барселоне», работая под руководством Луи ван Гала.
Самостоятельную тренерскую карьеру Куман начал в начале 2000 года, возглавив «Витесс». Под его руководством команда демонстрировала достаточно стабильную игру, занимая 4-е и 6-е место в чемпионате страны. Вскоре молодым тренером заинтересовались ведущие клубы страны.
3 декабря 2001 года Куман возглавил лидера чемпионата «Аякс». Приняв команду по ходу сезона, Куман сумел сохранить её победный темп и по итогам сезона выиграл с ней «золотой дубль». Следующий сезон не принёс команде новых трофеев (с отставанием в одно очко «аяксиды» уступили в чемпионской гонке ПСВ), но уже в 2004 году она вернула себе чемпионский титул. 25 февраля 2005 года Куман покинул пост главного тренера «Аякса», который на тот момент шёл на третьем месте в турнирной таблице, отставая от лидера чемпионата ПСВ на восемь очков.
8 июня 2005 года Рональд возобновил тренерскую работу, подписав контракт с «Бенфикой». Во главе лиссабонцев голландец отработал всего один сезон, который сложился для команды неудачно: в чемпионате Португалии она заняла лишь третье место, пропустив вперёд себя «Порту» и «Спортинг». Единственным трофеем Кумана в Португалии стал выигранный в начале сезона Суперкубок.
После этого Куман вернулся в Нидерланды, став главным тренером ПСВ, подписав двухлетний контракт. Под руководством Кумана «красно-белые» сумели выиграть третий подряд чемпионский титул, опередив «Аякс» по разнице забитых и пропущенных голов (обе команды набрали по 75 очков). Следующий сезон команда также начала под руководством Кумана, начав в девятиматчевой победной серии, но уже в конце октября тренер по собственному желанию покинул клуб, желая возглавить испанскую «Валенсию».
31 октября 2007 года голландец возглавил «Валенсию», подписав с ней контракт на три года. На момент его назначения «летучие мыши» шли на четвёртом месте в Примере, но под руководством Кумана результаты команды заметно ухудшились и она откатилась в нижнюю часть турнирной таблицы. 20 апреля 2008 года «Валенсия» со счётом 1:5 уступила «Атлетику» и расположилась на 16-м месте в турнирной таблице — в двух очках от зоны вылета. В результате на следующий день тренер был уволен. При этом он сумел выиграть с командой Кубок Короля, переиграв в финале со счётом 3:1 «Хетафе», победный матч состоялся за четыре дня до отставки Кумана.
После этого Куман почти год оставался без работы, пока в мае 2009 года не возглавил действующего чемпионата Нидерландов «АЗ». Однако этот опыт также оказался неудачным: команда застряла в середине турнирной таблицы. В итоге проработав всего полгода Рональд вновь был уволен.

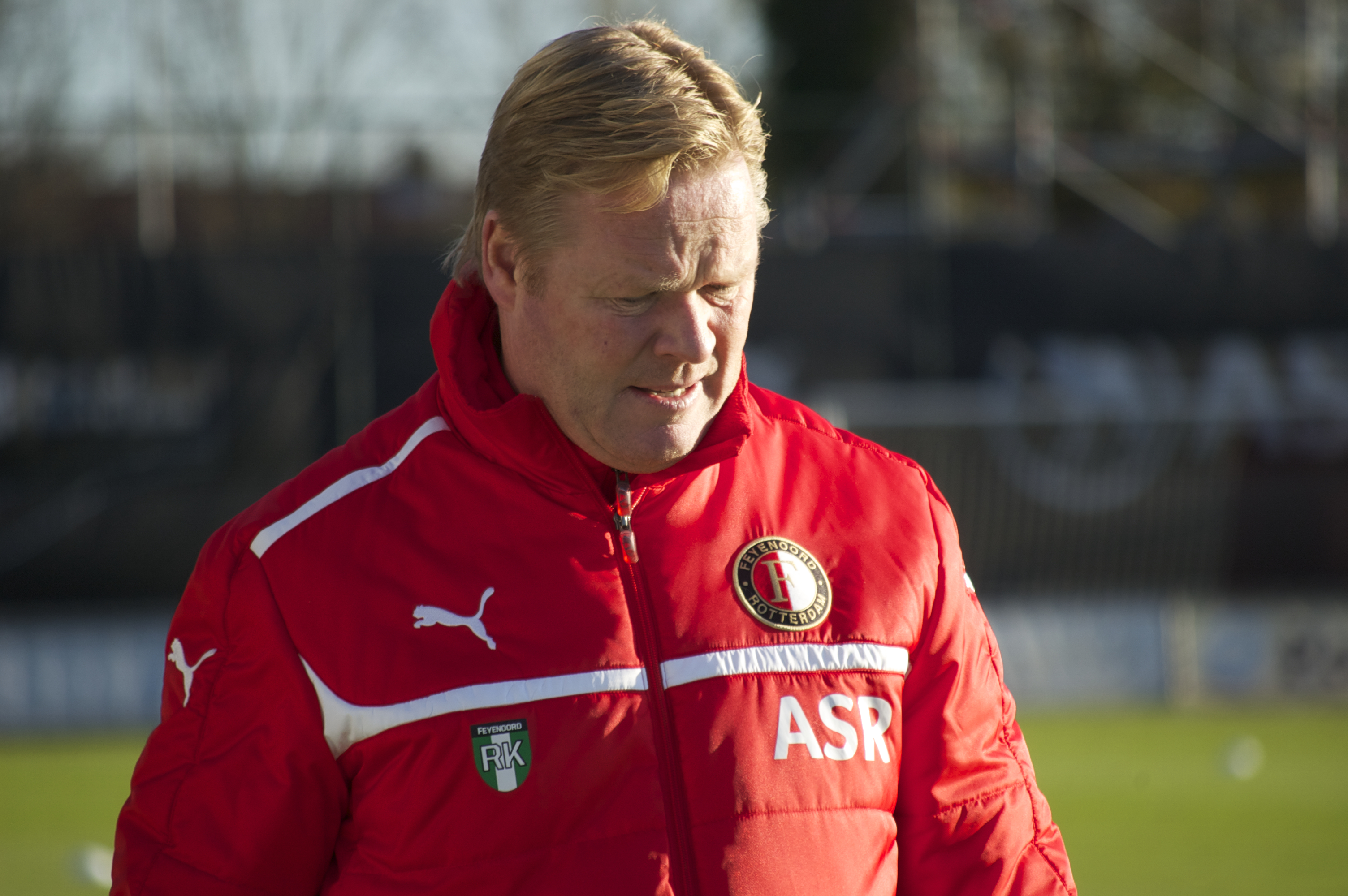
Куман в качестве главного тренера «Фейеноорда»

21 июля 2011 года Куман был назначен на пост главного тренера клуба «Фейеноорд», продлив контракт через полгода. Под руководством Кумана роттердамский клуб впервые за шесть лет попал в тройку призёров чемпионата Нидерландов. Всего за время работы в «Фейеноорде» тренер дважды приводил команду к серебряным и один раз к бронзовым медалям чемпионата страны.

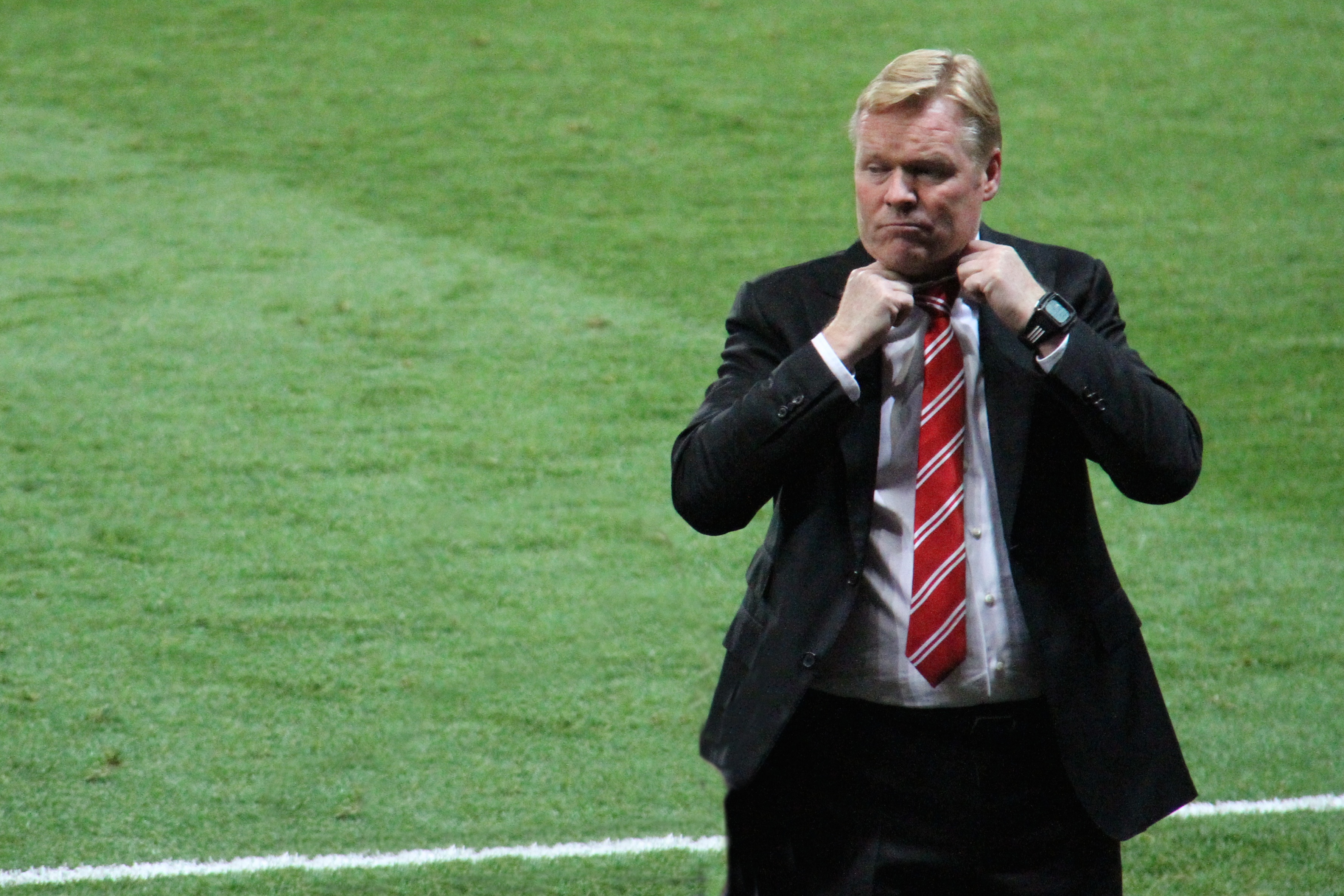
Куман в качестве главного тренера «Саутгемптона»

16 июня 2014 года Куман стал главным тренером английского «Саутгемптона», подписав контракт с клубом до 30 июня 2017 года. Помощником тренера на этом посту стал его старший брат Эрвин. Оба сезона под руководством Кумана для «святых» сложились весьма удачно: команда занимала 7-е и 6-е места в Премьер-лиге, дважды квалифицируясь в Лигу Европы, а некоторое время даже шла в группе лидеров чемпионата.
В 2016 году, не доработав год контракта с «Саутгемптоном», Рональд возглавил «Эвертон». Под его руководством команда в сезоне 2016/17 заняла 7-е место, которое позволило ей квалифицироваться в Лигу Европы. Но следующий сезон под руководством Кумана омрачили плохие результаты «Эвертона», что в конечном итоге и послужило поводом для его увольнения после поражения в 9-м туре чемпионата от «Арсенала».
6 февраля 2018 года футбольный союз Нидерландов объявил о назначении Кумана главным тренером национальной сборной, контракт с которой был заключён до осени 2022 года. Под его руководством «оранжевые» успешно квалифицировались на Евро-2020 (заняв второе место в группе после сборной Германии) и дошли до финала первого розыгрыша Лиги наций УЕФА, уступив в финале сборной Португалии со счётом 0:1.
19 августа 2020 года был назначен на пост главного тренера футбольного клуба «Барселона», в то время, как футбольный союз Нидерландов получил денежную компенсацию от испанского клуба. По итогам сезона сумел выиграть с командой Кубок Испании. 28 октября 2021 года был уволен с поста главного тренера «Барселоны» после того, как команда неудачно стартовала в Лиге чемпионов и расположилась на 9-м месте в турнирной таблице чемпионата Испании.
6 апреля 2022 года было объявлено, что Куман вернётся на должность главного тренера сборной Нидерландов после завершения чемпионата мира в Катаре.

## Личная жизнь
Сын футболиста Мартина Кумана. Старший брат Эрвин был ассистентом Рональда в «Эвертоне» в сезоне 2016—2017.
Со своей будущей супругой Бартиной Куман познакомился во время выступлений за «Гронинген». Пара поженилась в 1985 году. У Кумана трое детей — сыновья Тим и Рональд и дочь Дебби.

## Достижения

### В качестве игрока
«Аякс»
- Чемпион Нидерландов: 1984/85

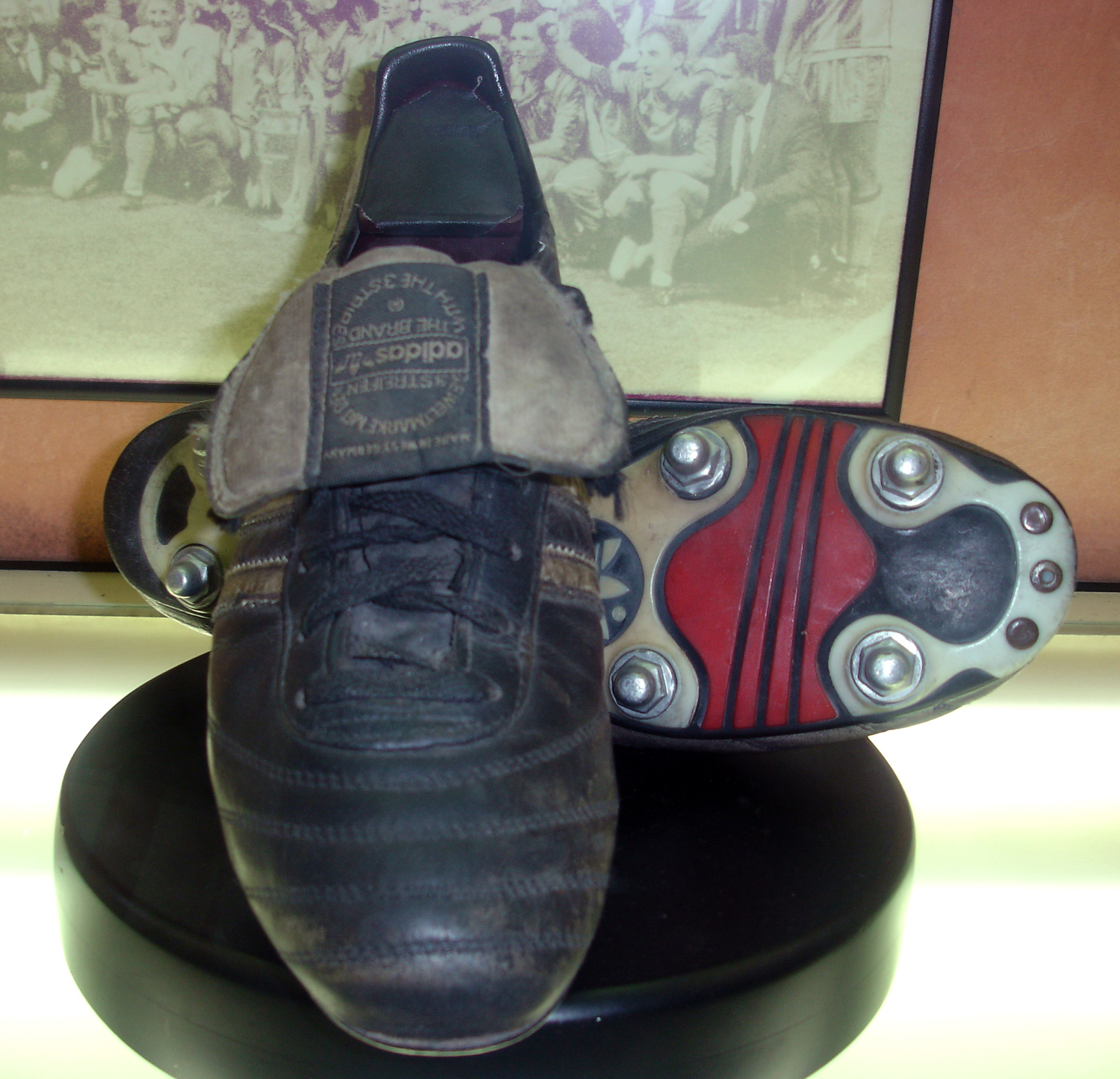
Бутсы, в которых Куман забил победный гол в финале, принесшем «Барселоне» свой первый Кубок европейских чемпионов

- Обладатель Кубка Нидерландов: 1985/86

ПСВ
- Чемпион Нидерландов (3): 1986/87, 1987/88, 1988/89
- Обладатель Кубка Нидерландов (2): 1987/88, 1988/89
- Обладатель Кубка чемпионов УЕФА: 1987/88

«Барселона»
- Чемпион Испании (4): 1990/91, 1991/92, 1992/93, 1993/94
- Обладатель Кубка Испании: 1989/90
- Обладатель Суперкубка Испании (3): 1991, 1992, 1994
- Обладатель Кубка чемпионов УЕФА: 1991/92
- Обладатель Суперкубка УЕФА: 1992

Сборная Нидерландов
- Чемпион Европы: 1988

### В качестве тренера
«Аякс»
- Чемпион Нидерландов (2): 2001/02, 2003/04
- Обладатель Кубка Нидерландов: 2001/02
- Обладатель Суперкубка Нидерландов: 2002

«Бенфика»
- Обладатель Суперкубка Португалии: 2005

ПСВ
- Чемпион Нидерландов: 2006/07

«Валенсия»
- Обладатель Кубка Испании: 2007/08

«Барселона»
- Обладатель Кубка Испании: 2020/21

### Личные
- Лучший футболист Нидерландов (2): 1987, 1988
- Входит в состав символической сборной по итогам чемпионата Европы по версии УЕФА: 1988
- Лучший бомбардир Лиги чемпионов: 1993/94
- Премия имени Ринуса Михелса: 2012
- Тренер месяца английской Премьер-лиги (3): сентябрь 2014, январь 2015, январь 2016

## Статистика выступлений

### Клубная статистика
| Выступление      | Выступление      | Выступление      | Лига | Лига | Кубок страны | Кубок страны | Еврокубки | Еврокубки | Другие | Другие | Итого | Итого |
| Клуб             | Лига             | Сезон            | Игры | Голы | Игры         | Голы         | Игры      | Голы      | Игры   | Голы   | Игры  | Голы  |
| ---------------- | ---------------- | ---------------- | ---- | ---- | ------------ | ------------ | --------- | --------- | ------ | ------ | ----- | ----- |
| Гронинген        | Эредивизи        | 1980/81          | 24   | 4    | 3            | 2            | 0         | 0         | 0      | 0      | 27    | 6     |
| Гронинген        | Эредивизи        | 1981/82          | 33   | 14   | 1            | 0            | 0         | 0         | 0      | 0      | 34    | 14    |
| Гронинген        | Эредивизи        | 1985/86          | 33   | 14   | 4            | 0            | 0         | 0         | 0      | 0      | 37    | 14    |
| Гронинген        | Итого            | Итого            | 90   | 32   | 8            | 2            | 0         | 0         | 0      | 0      | 98    | 34    |
| Аякс             | Эредивизи        | 1983/84          | 32   | 7    | 4            | 2            | 2         | 0         | 0      | 0      | 38    | 9     |
| Аякс             | Эредивизи        | 1984/85          | 30   | 9    | 2            | 1            | 4         | 3         | 0      | 0      | 36    | 13    |
| Аякс             | Эредивизи        | 1985/86          | 32   | 7    | 6            | 1            | 2         | 0         | 0      | 0      | 40    | 8     |
| Аякс             | Итого            | Итого            | 94   | 23   | 12           | 4            | 8         | 3         | 0      | 0      | 114   | 30    |
| ПСВ              | Эредивизи        | 1986/87          | 34   | 16   | 3            | 3            | 2         | 0         | 0      | 0      | 39    | 19    |
| ПСВ              | Эредивизи        | 1987/88          | 32   | 21   | 6            | 4            | 8         | 1         | 0      | 0      | 46    | 26    |
| ПСВ              | Эредивизи        | 1988/89          | 32   | 14   | 6            | 1            | 4         | 2         | 3      | 1      | 45    | 18    |
| ПСВ              | Итого            | Итого            | 98   | 51   | 15           | 8            | 14        | 3         | 3      | 1      | 130   | 63    |
| Барселона        | Примера          | 1989/90          | 36   | 14   | 7            | 4            | 4         | 1         | 1      | 0      | 48    | 19    |
| Барселона        | Примера          | 1990/91          | 21   | 6    | 4            | 2            | 7         | 4         | 0      | 0      | 32    | 12    |
| Барселона        | Примера          | 1991/92          | 35   | 16   | 2            | 0            | 11        | 1         | 1      | 0      | 49    | 17    |
| Барселона        | Примера          | 1992/93          | 33   | 11   | 3            | 0            | 3         | 0         | 4      | 0      | 43    | 11    |
| Барселона        | Примера          | 1993/94          | 35   | 11   | 2            | 0            | 12        | 8         | 1      | 0      | 50    | 19    |
| Барселона        | Примера          | 1994/95          | 32   | 9    | 1            | 0            | 8         | 1         | 1      | 0      | 42    | 10    |
| Барселона        | Итого            | Итого            | 192  | 67   | 19           | 6            | 45        | 15        | 8      | 0      | 264   | 88    |
| Фейеноорд        | Эредивизи        | 1995/96          | 31   | 10   | 3            | 1            | 7         | 3         | 1      | 0      | 42    | 14    |
| Фейеноорд        | Эредивизи        | 1996/97          | 30   | 9    | 2            | 0            | 5         | 0         | 0      | 0      | 37    | 9     |
| Фейеноорд        | Итого            | Итого            | 61   | 19   | 5            | 1            | 12        | 3         | 1      | 0      | 79    | 23    |
| Всего за карьеру | Всего за карьеру | Всего за карьеру | 535  | 192  | 59           | 21           | 79        | 24        | 12     | 1      | 685   | 238   |

### Матчи Кумана за сборную Нидерландов
| Матчи Кумана за сборную Нидерландов | Матчи Кумана за сборную Нидерландов | Матчи Кумана за сборную Нидерландов | Матчи Кумана за сборную Нидерландов | Матчи Кумана за сборную Нидерландов | Матчи Кумана за сборную Нидерландов |
| ----------------------------------- | ----------------------------------- | ----------------------------------- | ----------------------------------- | ----------------------------------- | ----------------------------------- |
| №                                   | Дата                                | Соперник                            | Счёт                                | Голы Кумана                         | Соревнование                        |
| 1                                   | 27 апреля 1983                      | Швеция                              | 0:3                                 | —                                   | Товарищеский матч                   |
| 2                                   | 7 сентября 1983                     | Исландия                            | 3:0                                 | 1                                   | Чемпионат Европы 1984 (отбор)       |
| 3                                   | 21 сентября 1983                    | Бельгия                             | 1:1                                 | —                                   | Товарищеский матч                   |
| 4                                   | 12 октября 1983                     | Ирландия                            | 3:2                                 | —                                   | Чемпионат Европы 1984 (отбор)       |
| 5                                   | 16 ноября 1983                      | Испания                             | 2:1                                 | —                                   | Чемпионат Европы 1984 (отбор)       |
| 6                                   | 17 декабря 1983                     | Мальта                              | 5:0                                 | —                                   | Чемпионат Европы 1984 (отбор)       |
| 7                                   | 23 декабря 1984                     | Кипр                                | 1:0                                 | —                                   | Чемпионат мира 1986 (отбор)         |
| 8                                   | 14 мая 1985                         | Венгрия                             | 1:0                                 | —                                   | Чемпионат мира 1986 (отбор)         |
| 9                                   | 12 марта 1986                       | ГДР                                 | 1:0                                 | —                                   | Товарищеский матч                   |
| 10                                  | 29 апреля 1986                      | Шотландия                           | 0:0                                 | —                                   | Товарищеский матч                   |
| 11                                  | 14 мая 1986                         | ФРГ                                 | 1:3                                 | —                                   | Товарищеский матч                   |
| 12                                  | 10 сентября 1986                    | Чехословакия                        | 0:1                                 | —                                   | Товарищеский матч                   |
| 13                                  | 15 октября 1986                     | Венгрия                             | 1:0                                 | —                                   | Чемпионат Европы 1988 (отбор)       |
| 14                                  | 19 ноября 1986                      | Польша                              | 0:0                                 | —                                   | Чемпионат Европы 1988 (отбор)       |
| 15                                  | 25 марта 1987                       | Греция                              | 1:1                                 | —                                   | Чемпионат Европы 1988 (отбор)       |
| 16                                  | 29 апреля 1987                      | Венгрия                             | 2:0                                 | —                                   | Чемпионат Европы 1988 (отбор)       |
| 17                                  | 9 сентября 1987                     | Бельгия                             | 0:0                                 | —                                   | Товарищеский матч                   |
| 18                                  | 14 октября 1987                     | Польша                              | 2:0                                 | —                                   | Чемпионат Европы 1988 (отбор)       |
| —                                   | 28 октября 1987                     | Кипр                                | 8:0 (аннулирован)                   | —                                   | Чемпионат Европы 1988 (отбор)       |
| 19                                  | 9 декабря 1987                      | Кипр                                | 4:0                                 | 1                                   | Чемпионат Европы 1988 (отбор)       |
| 20                                  | 16 декабря 1987                     | Греция                              | 3:0                                 | 1                                   | Чемпионат Европы 1988 (отбор)       |
| 21                                  | 23 марта 1988                       | Англия                              | 2:2                                 | —                                   | Товарищеский матч                   |
| 22                                  | 1 июня 1988                         | Румыния                             | 2:0                                 | —                                   | Товарищеский матч                   |
| 23                                  | 12 июня 1988                        | СССР                                | 0:1                                 | —                                   | Чемпионат Европы 1988               |
| 24                                  | 15 июня 1988                        | Англия                              | 3:1                                 | —                                   | Чемпионат Европы 1988               |
| 25                                  | 18 июня 1988                        | Ирландия                            | 1:0                                 | —                                   | Чемпионат Европы 1988               |
| 26                                  | 21 июня 1988                        | ФРГ                                 | 2:1                                 | 1                                   | Чемпионат Европы 1988               |
| 27                                  | 25 июня 1988                        | СССР                                | 2:0                                 | —                                   | Чемпионат Европы 1988               |
| 28                                  | 14 сентября 1988                    | Уэльс                               | 1:0                                 | —                                   | Чемпионат мира 1990 (отбор)         |
| 29                                  | 19 октября 1988                     | ФРГ                                 | 0:0                                 | —                                   | Чемпионат мира 1990 (отбор)         |
| 30                                  | 16 ноября 1988                      | Италия                              | 0:1                                 | —                                   | Товарищеский матч                   |
| 31                                  | 4 января 1989                       | Израиль                             | 2:0                                 | —                                   | Товарищеский матч                   |
| 32                                  | 22 марта 1989                       | СССР                                | 2:0                                 | 1                                   | Товарищеский матч                   |
| 33                                  | 26 апреля 1989                      | ФРГ                                 | 1:1                                 | —                                   | Чемпионат мира 1990 (отбор)         |
| 34                                  | 31 мая 1989                         | Финляндия                           | 1:0                                 | —                                   | Чемпионат мира 1990 (отбор)         |
| 35                                  | 6 сентября 1989                     | Дания                               | 2:2                                 | 1                                   | Товарищеский матч                   |
| 36                                  | 11 октября 1989                     | Уэльс                               | 2:1                                 | —                                   | Чемпионат мира 1990 (отбор)         |
| 37                                  | 15 ноября 1989                      | Финляндия                           | 3:0                                 | 1                                   | Чемпионат мира 1990 (отбор)         |
| 38                                  | 20 декабря 1989                     | Бразилия                            | 0:1                                 | —                                   | Товарищеский матч                   |
| 39                                  | 21 февраля 1990                     | Италия                              | 0:0                                 | —                                   | Товарищеский матч                   |
| 40                                  | 28 марта 1990                       | СССР                                | 1:2                                 | 1                                   | Товарищеский матч                   |
| 41                                  | 30 мая 1990                         | Австрия                             | 2:3                                 | 1                                   | Товарищеский матч                   |
| 42                                  | 3 июня 1990                         | Югославия                           | 2:0                                 | —                                   | Товарищеский матч                   |
| 43                                  | 12 июня 1990                        | Египет                              | 1:1                                 | —                                   | Чемпионат мира 1990                 |
| 44                                  | 16 июня 1990                        | Англия                              | 0:0                                 | —                                   | Чемпионат мира 1990                 |
| 45                                  | 21 июня 1990                        | Ирландия                            | 1:1                                 | —                                   | Чемпионат мира 1990                 |
| 46                                  | 24 июня 1990                        | ФРГ                                 | 1:2                                 | 1                                   | Чемпионат мира 1990                 |
| 47                                  | 26 сентября 1990                    | Италия                              | 0:1                                 | —                                   | Товарищеский матч                   |
| 48                                  | 5 июня 1991                         | Финляндия                           | 1:1                                 | —                                   | Чемпионат Европы 1992 (отбор)       |
| 49                                  | 11 сентября 1991                    | Польша                              | 1:1                                 | —                                   | Товарищеский матч                   |
| 50                                  | 16 октября 1991                     | Португалия                          | 1:0                                 | —                                   | Чемпионат Европы 1992 (отбор)       |
| 51                                  | 4 декабря 1991                      | Греция                              | 2:0                                 | —                                   | Чемпионат Европы 1992 (отбор)       |
| 52                                  | 12 февраля 1992                     | Португалия                          | 0:2                                 | —                                   | Товарищеский матч                   |
| 53                                  | 25 марта 1992                       | Югославия                           | 2:0                                 | —                                   | Товарищеский матч                   |
| 54                                  | 27 мая 1992                         | Австрия                             | 3:2                                 | —                                   | Товарищеский матч                   |
| 55                                  | 5 июня 1992                         | Франция                             | 1:1                                 | —                                   | Товарищеский матч                   |
| 56                                  | 12 июня 1992                        | Шотландия                           | 1:0                                 | —                                   | Чемпионат Европы 1992               |
| 57                                  | 15 июня 1992                        | СНГ                                 | 0:0                                 | —                                   | Чемпионат Европы 1992               |
| 58                                  | 18 июня 1992                        | Германия                            | 3:1                                 | —                                   | Чемпионат Европы 1992               |
| 59                                  | 22 июня 1992                        | Дания                               | 2:2 (4:5 пен.)                      | —                                   | Чемпионат Европы 1992               |
| 60                                  | 9 сентября 1992                     | Италия                              | 2:3                                 | —                                   | Товарищеский матч                   |
| 61                                  | 23 сентября 1992                    | Норвегия                            | 1:2                                 | —                                   | Чемпионат мира 1994 (отбор)         |
| 62                                  | 14 октября 1992                     | Польша                              | 2:2                                 | —                                   | Чемпионат мира 1994 (отбор)         |
| 63                                  | 16 декабря 1992                     | Турция                              | 3:1                                 | —                                   | Чемпионат мира 1994 (отбор)         |
| 64                                  | 24 февраля 1993                     | Турция                              | 3:1                                 | —                                   | Чемпионат мира 1994 (отбор)         |
| 65                                  | 9 июня 1993                         | Норвегия                            | 0:0                                 | —                                   | Чемпионат мира 1994 (отбор)         |
| 66                                  | 22 сентября 1993                    | Сан-Марино                          | 7:0                                 | 1                                   | Чемпионат мира 1994 (отбор)         |
| 67                                  | 13 октября 1993                     | Англия                              | 2:0                                 | 1                                   | Чемпионат мира 1994 (отбор)         |
| 68                                  | 17 ноября 1993                      | Польша                              | 3:1                                 | —                                   | Чемпионат мира 1994 (отбор)         |
| 69                                  | 19 января 1994                      | Тунис                               | 2:2                                 | 1                                   | Товарищеский матч                   |
| 70                                  | 20 апреля 1994                      | Ирландия                            | 0:1                                 | —                                   | Товарищеский матч                   |
| 71                                  | 1 июня 1994                         | Венгрия                             | 7:1                                 | 1                                   | Товарищеский матч                   |
| 72                                  | 12 июня 1994                        | Канада                              | 3:0                                 | —                                   | Товарищеский матч                   |
| 73                                  | 20 июня 1994                        | Саудовская Аравия                   | 2:1                                 | —                                   | Чемпионат мира 1994                 |
| 74                                  | 25 июня 1994                        | Бельгия                             | 0:1                                 | —                                   | Чемпионат мира 1994                 |
| 75                                  | 29 июня 1994                        | Марокко                             | 2:1                                 | —                                   | Чемпионат мира 1994                 |
| 76                                  | 4 июля 1994                         | Ирландия                            | 2:0                                 | —                                   | Чемпионат мира 1994                 |
| 77                                  | 9 июля 1994                         | Бразилия                            | 2:3                                 | —                                   | Чемпионат мира 1994                 |

Итого (без учёта аннуллированных матчей): 77 матчей / 14 голов; 40 побед, 20 ничьих, 17 поражений.

### Тренерская статистика
| Клуб        | Начало работы   | Завершение работы | Показатели | Показатели | Показатели | Показатели | Показатели |
| Клуб        | Начало работы   | Завершение работы | М          | В          | Н          | П          | %          |
| ----------- | --------------- | ----------------- | ---------- | ---------- | ---------- | ---------- | ---------- |
| Витесс      | 1 января 2000   | 2 декабря 2001    | 73         | 36         | 22         | 15         | 049,32     |
| Аякс        | 3 декабря 2001  | 25 февраля 2005   | 151        | 94         | 30         | 27         | 062,25     |
| Бенфика     | 8 июня 2005     | 8 мая 2006        | 45         | 25         | 10         | 10         | 055,56     |
| ПСВ         | 1 июля 2006     | 31 октября 2007   | 61         | 38         | 11         | 12         | 062,30     |
| Валенсия    | 5 ноября 2007   | 21 апреля 2008    | 34         | 11         | 9          | 14         | 032,35     |
| АЗ          | 18 мая 2009     | 5 декабря 2009    | 23         | 10         | 4          | 9          | 043,48     |
| Фейеноорд   | 21 июля 2011    | 31 мая 2014       | 118        | 69         | 21         | 28         | 058,47     |
| Саутгемптон | 16 июня 2014    | 13 июня 2016      | 91         | 44         | 17         | 30         | 048,35     |
| Эвертон     | 14 июня 2016    | 23 октября 2017   | 58         | 24         | 14         | 20         | 041,38     |
| Нидерланды  | 6 февраля 2018  | 19 августа 2020   | 20         | 11         | 5          | 4          | 055,00     |
| Барселона   | 19 августа 2020 | 28 октября 2021   | 67         | 40         | 11         | 16         | 059,70     |
| Нидерланды  | 1 января 2023   | н. в.             | 30         | 16         | 6          | 8          | 053,33     |
| Итого       | Итого           | Итого             | 771        | 421        | 157        | 193        | 054,60     |